# Карано (Казерта)
Карано је насеље у Италији у округу Казерта, региону Кампанија.
Према процени из 2011. у насељу је живело 1772 становника. Насеље се налази на надморској висини од 72 м.